# Còlit pitnegre
El còlit pitnegre o de pit negre (Oenanthe pleschanka) és una espècie d'ocell de la família dels muscicàpids (Muscicapidae) que habita en zones pedregoses amb escassa vegetació, vores de rius, deserts i terres de conreu des de Romania, cap a l'est, a través de l'est d'Ucraïna, sud de Rússia europea i asiàtica, Turkmenistan, el Kazakhstan, Uzbekistan i Afganistan, fins al nord de la Xina i Mongòlia. El seu estat de conservació es considera de risc mínim.